# Severní Saskatchewan
Severní Saskatchewan (anglicky North Saskatchewan River) je řeka v západní Kanadě (Saskatchewan, Alberta). Celková délka řeky činí 1287 km a velikost jejího povodí se odhaduje na 122 800 km².

## Průběh toku
Pramení v Kanadských Skalistých horách jako odtok z ledovce Saskatchewan Glacier, jež je součástí Columbia Icefield, rozsáhlého ledovcového pole na rozhraní provincií Britská Kolumbie a Alberta. Po opuštění národního parku Banff vtéká do jezera Abraham (jezero), jež je dnes součástí přehradní nádrže Boghorn, protéká městy Rocky Mountain House, Edmonton a dále prériemi Alberty a Saskatchewanu. Přibližně 200 km na severovýchod od Saskatoonu se slévá s řekou Jižní Saskatchewan. Spojený proud obou řek pak pokračuje jako Saskatchewan do Manitoby, kde končí ve Winnipežském jezeru.